# David Fabricius
David Fabricius, född 1564 i Esens, Ostfriesland, död 1617, tysk astronom, far till Johannes Fabricius.
Fabricius blev 1584 pastor i Resterhaave, 1603 i Osteel. Han utförde astronomiska och meteorologiska observationer av olika slag, såsom iakttagelser av kometen 1607, den nya stjärnan i Ormbärarens stjärnbild med mera. Mest bekant är Fabricius genom upptäckten (i augusti 1596) av den märkvärdiga föränderliga stjärnan Mira i Valfiskens stjärnbild. Kepler ansåg Fabricius som den förnämste observatören efter Tycho Brahe.